# Izvoarele din satul Molochișul Mare
Izvoarele din satul Molochișul Mare sunt un monument al naturii de tip hidrologic în raionul Rîbnița, Stînga Nistrului, Republica Moldova. Este amplasat în satul Molochișul Mare. Ocupă o suprafață de 1 ha. Obiectul este administrat de Întreprinderea Agricolă „Krasnîi Octeabri”.